# FC Shakhtyor Salihorsk
O Football Club Shakhtyor Salihorsk (em bielorrusso, ФК Шахцёр Салігорск - FK Shakhtsyor Salihorsk) é um clube de futebol da Bielorrússia, fundado em 1961 na cidade de Salihorsk. Foi campeão da Vysshaya Liga em 2005 e vice-campeão por três anos seguidos (2010, 2011 e 2012). Além disso é bicampeão da Copa da Bielorrússia, tendo conquistado-a em 2004 e em 2014. Atualmente, disputa a Liga Europa da UEFA de 2014–15.

## Títulos
| Nacionais | Nacionais                 | Nacionais | Nacionais                 |
|           | Competição                | Títulos   | Temporadas                |
| --------- | ------------------------- | --------- | ------------------------- |
|           | Campeonato Bielorusso     | 3         | 2005, 2020, 2021,         |
|           | Copa da Bielorrússia      | 3         | 2003–04, 2013–14, 2018–19 |
|           | Supercopa da Bielorrússia | 2         | 2021, 2022                |